# Juri Fazi
Juri Fazi (Pesaro, 3 luglio 1961) è un ex judoka italiano.

## Biografia
Nato a Pesaro nel 1961, durante la carriera ha gareggiato nella categoria di peso dei 95 kg (pesi mediomassimi).
Nel 1983 ha vinto l'oro ai Giochi del Mediterraneo di Casablanca, nei 95 kg, battendo in finale il tunisino Abdel Majid Senoussi.
L'anno successivo ha partecipato ai Giochi olimpici di Los Angeles 1984, sempre nei 95 kg, perdendo ai quarti di finale contro il brasiliano Douglas Vieira, poi argento, e nella finale per una delle due medaglie di bronzo contro l'islandese Bjarni Friðriksson.
Nel 1987 è stato bronzo ai Giochi del Mediterraneo di Laodicea, nei 95 kg.
A 27 anni ha preso parte di nuovo alle Olimpiadi, quelle di Seul 1988, nei 95 kg, uscendo di nuovo ai quarti di finale contro un brasiliano, Aurélio Miguel, poi oro, e al ripescaggio con il britannico Dennis Stewart, poi bronzo. Attualmente gestisce una catena di gelaterie a Pesaro estesasi anche a Vallefoglia.

## Palmarès

### Giochi del Mediterraneo
- 2 medaglie:
  - 1 oro (95 kg a Casablanca 1983)
  - 1 bronzo (95 kg a Laodicea 1987)